# جون سلدن
جون سِلْدِن (بالإنجليزية: John Selden)‏ ( 992 - 1064 هـ / 1584 - 1654 م ) هو مشرع، مستشرق و بحاثة إنجليزي.
له معرفة باللغات الشرقية، ومنها العربية. كما ترك مؤلفات كثيرة في تاريخ القانون.

## روابط خارجية
- جون سلدن على موقع الموسوعة البريطانية (الإنجليزية)
- جون سلدن على موقع إن إن دي بي (الإنجليزية)